# Bryum nudicaule
Bryum nudicaule är en bladmossart som beskrevs av Lesquereux 1868. Bryum nudicaule ingår i släktet bryummossor, och familjen Bryaceae. Inga underarter finns listade i Catalogue of Life.